# Dens Park
El Dens Park es un estadio de fútbol ubicado en la ciudad de Dundee en Escocia, fue inaugurado en 1899 y es uno de los estadios más antiguos del país, posee una capacidad para 12 000 espectadores y es el estadio del club Dundee FC que disputa la Premier League de Escocia.
El estadio está situado en la calle Sandeman a solo 300 metros del Tannadice Park, estadio de su clásico rival ciudadano el Dundee United. Con los años varias reformas se llevaron a cabo en el estadio, especialmente en 1998 cuando el recinto tuvo que ser adaptado a las exigencias de la Liga y se instalaron butacas plásticas en la totalidad del estadio.
Las principales tribunas han sido renombradas como Bob Shankly exentrenador del club entre 1959 y 1965, y Bobby Cox un exjugador del club entre 1956 y 1968, ambos nombres han sido elegidos por los seguidores del club.